# Atletismo nos Jogos Pan-Americanos de 1991 - Arremesso de peso masculino
A prova do arremesso de peso masculino nos Jogos Pan-Americanos de 1991 foi realizada em 8 de agosto em Havana, Cuba.

## Medalhistas
| Ouro                | Prata              | Bronze                          |
| Gert Weil CHI Chile | Paul Ruiz CUB Cuba | C. J. Hunter USA Estados Unidos |

### Final
| Posição           | Nome             | Nacionalidade         | Marca | Notas |
| ----------------- | ---------------- | --------------------- | ----- | ----- |
| Medalha de ouro   | Gert Weil        | CHI Chile             | 19.47 |       |
| Medalha de prata  | Paul Ruiz        | CUB Cuba              | 19.30 |       |
| Medalha de bronze | C. J. Hunter     | USA Estados Unidos    | 19.08 |       |
| 4                 | Jorge Montenegro | CUB Cuba              | 18.96 |       |
| 5                 | David Wilson     | USA Estados Unidos    | 18.03 |       |
| 6                 | Robert Venier    | CAN Canadá            | 17.94 |       |
| 7                 | Francisco Ball   | PUR Porto Rico        | 17.23 |       |
| 8                 | Hubert Maingot   | TRI Trinidad e Tobago | 16.63 |       |